# EuNetworks
Die euNetworks GmbH mit Sitz in Frankfurt am Main besitzt und betreibt ein Glasfasernetz, das viele größere deutsche Städte miteinander verbindet, sowie in solchen Städten lokale Glasfasernetze. Die übergeordnete euNetworks Group Limited mit Sitz in London betreibt zudem ein Langstrecken-Glasfasernetz, das 15 Länder in Europa verbindet, sowie regionale Glasfasernetze in 17 Städten.

## Produkte
Das Unternehmen bietet Netzwerkverbindungen mit garantierter Bandbreite an, sowohl regional als auch europaweit. Diese können z. B. für Virtual Private Networks oder zur Verbindung von Rechenzentren genutzt werden. In den Städten bietet das Unternehmen ferner Colocation an.

## Geschichte
Das Unternehmen wurde am 26. März 1999 als Metromedia Fiber Network Holding GmbH in Frankfurt am Main gegründet. Seit dem 7. November 2016 werden alle Anteile von der euNetworks Group Limited mit Sitz in London gehalten.

## LambdaNet / euNetworks Managed Services

Logo der ehemaligen LambdaNet Communications Deutschland AG/GmbH

Die LambdaNet Communications GmbH wurde im Jahre 1999 von ehemaligen Mitarbeitern der o.tel.o GmbH, die sich nach der Übernahme durch Arcor aus dem Unternehmen herausgelöst hatten, zunächst als CCG – Carrier’s Carrier GmbH mit Sitz in Hannover gegründet. Im Oktober des Jahres 1999 erfolgte der Wechsel des Projektnamens CCG zum Firmennamen LambdaNet Communications GmbH in Anlehnung an den griechischen Buchstaben Lambda, der in der Physik für die Wellenlänge des Lichts in der Glasfaser verwendet wird.
Am 2. Januar 2000 hat LambdaNet den kommerziellen Wirkbetrieb des Glasfasernetzes aufgenommen. Im September 2001 nahm LambdaNet als erster alternativer Netzbetreiber ein europaweites IP/MPLS-Netz mit VPN-Diensten in Betrieb. Mitte 2003 erfolgte die Umfirmierung in LambdaNet Communications Deutschland AG. Im April 2004 wurde LambdaNet 100%ige Tochter der 3U Holding. Am 30. Mai 2011 wurde das Unternehmen dann an die euNetworks GmbH für rund 27,4 Millionen Euro verkauft. Im gleichen Jahr wurde die AG in eine GmbH umgewandelt. Im April 2013 erfolgte schließlich die Umfirmierung zur euNetworks Managed Services GmbH. Schließlich wurde zum 1. Januar 2018 die euNetworks Managed Services GmbH in die euNetworks GmbH verschmolzen.